# Alex Vincent
Alex Shumway, známější jako Alex Vincent, byl bubeník americké skupiny Spluii Numa. Později se stal bubeníkem jedné z prvních grungeových kapel Green River. Poté, co se Green River rozpadli, Shumway odcestoval na čas do Japonska, avšak v současné době již opět působí v USA.